# Jason Stackhouse
Jason Stackhouse es un personaje ficticio de la saga The Southern Vampire Mysteries de Charlaine Harris. Es el hermano mayor de la protagonista, Sookie Stackhouse y, al igual que ella, vive en el pueblo ficticio de Bon Temps, Luisiana, EE. UU..

## Descripción
Jason es guapo, con pelo rubio, ojos azules, cuerpo fibroso y estatura media. Tiene un ego muy fuerte que le lleva a actuar egoístamente en la mayoría de las ocasiones, aunque tiene un buen corazón. Es impulsivo y se deja llevar por las emociones. Trabaja como operario de carreteras y, en sus ratos libres, se acuesta con mujeres, va de caza, pesca o pasa tiempo con su amigo Hoyt Fortenberry.
A pesar de meter a su hermana en apuros por culpa de su idiotez o desconsideración, la quiere mucho.

## Adaptación para la serie de la HBOTrue Blood
En la serie True Blood, Ryan Kwanten da vida a Jason.
- Datos: Q3807435